# جامعة غوا
جامعة غوا (بالكونكانية: गोंय विद्यापीठ) و(بالإنجليزية: Goa University)‏ هي جامعة حكومية عامة يقع مقرها في مدينة بانجيم في ولاية غوا الهندية.
تعود تقاليد جامعة غوا إلى القرن السابع عشر، مع إنشاء أولى الدورات الجامعية بواسطة الإمبراطورية البرتغالية. ومع ذلك، لم يتم تعزيز هذا المسار إلا بعد حرب غوا، حيث أسست جامعة مومباي مركزًا للتعليم والدراسات العليا (CPIR) في باناجي. وقد قدم هذا المركز الانتساب لأول الكليات التي أُنشئت في غوا في يونيو 1962. تم إنشاء جامعة غوا بموجب قانون جامعة غوا لعام 1984 (القانون رقم 7 لعام 1984) وبدأت عملياتها في 1 يونيو 1985، لتحل محل مركز CPIR. تقدم الجامعة برامج دراسات عليا وبرامج بحثية. وهي معتمدة حاليًا (2014-2019) من قبل المجلس الوطني للتقييم والاعتماد في الهند بدرجة "A".
تعد الجامعة واحدة من الجامعات القليلة في الهند التي تقدم لغات غربية مثل البرتغالية والفرنسية. كما أن قسم الدراسات البرتغالية والدراسات اللوسوفونية في الجامعة هو الوحيد من نوعه في شبه القارة الهندية بأكملها.

## وصلات خارجية
- الموقع الرسمي